# Jardin archéologique de Cybèle
Le Jardin archéologique de Cybèle est constitué de vestiges archéologiques d'époque gallo romaine, situés dans la commune de Vienne, dans le département français de l'Isère.

## Historique
Le site renferme les vestiges complexes d'un quartier de la ville gallo-romaine, répartis en trois ensembles authentifiables :
- arcades d'un portique bordant l'aire du forum,
- mur en grand appareil attestant de l'existence d'une salle, de plan quadrangulaire, non couverte, destinée sans doute à accueillir les réunions de l'assemblée municipale.
- Les autres vestiges sont ceux d'un quartier d'habitation avec, encore identifiables, des maisons et des terrasses aménagées.

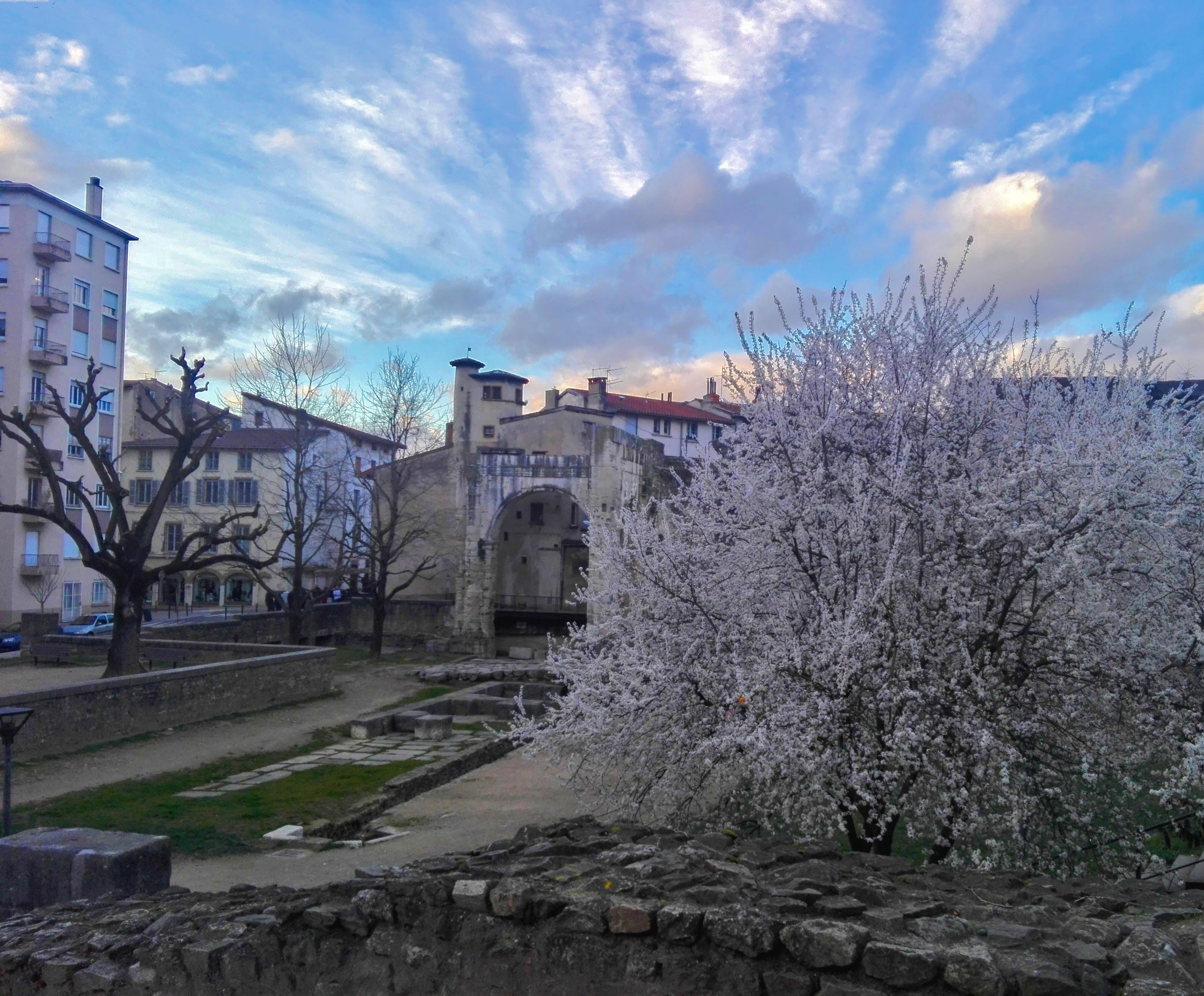
Vue générale.
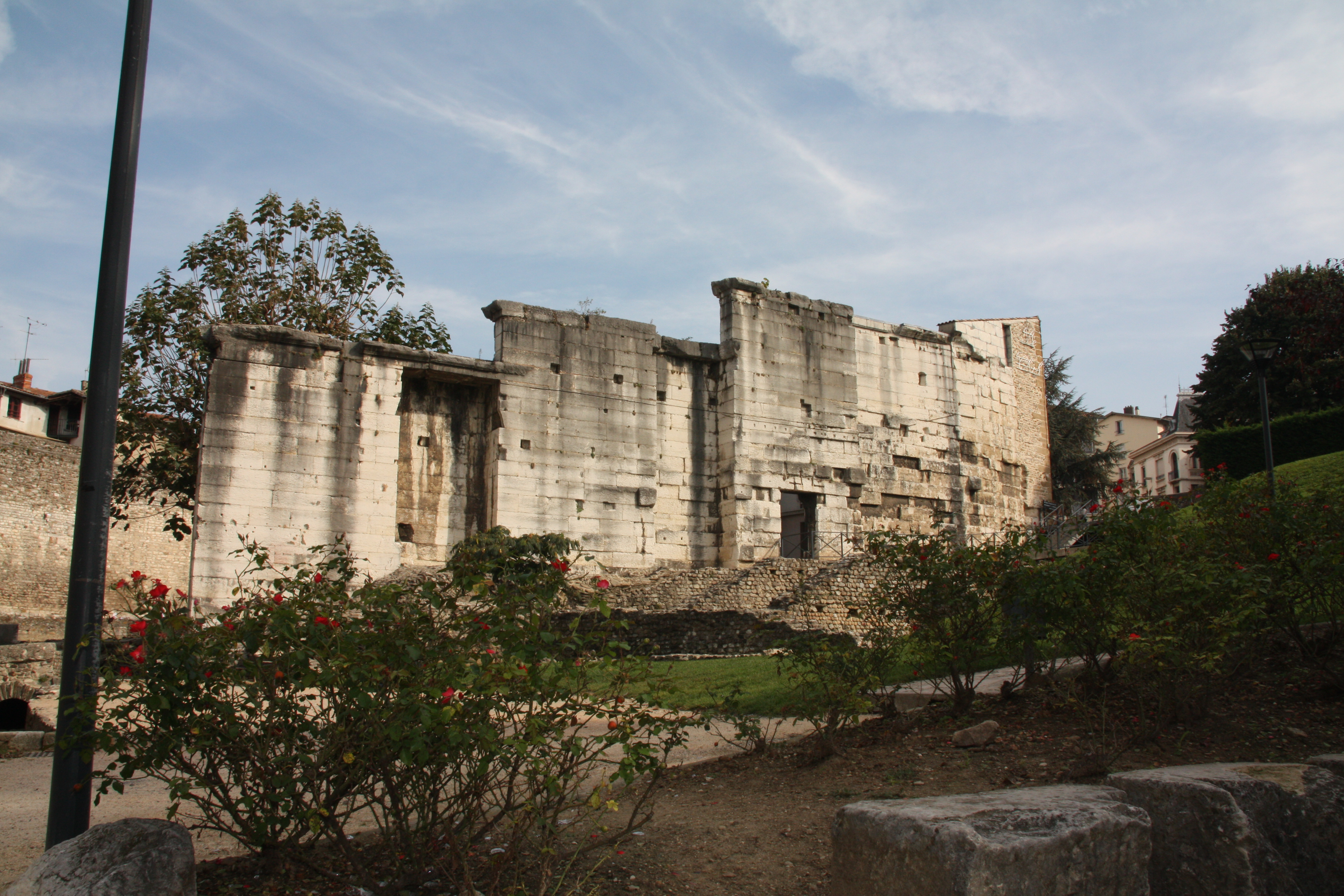
Mur en grand appareil.
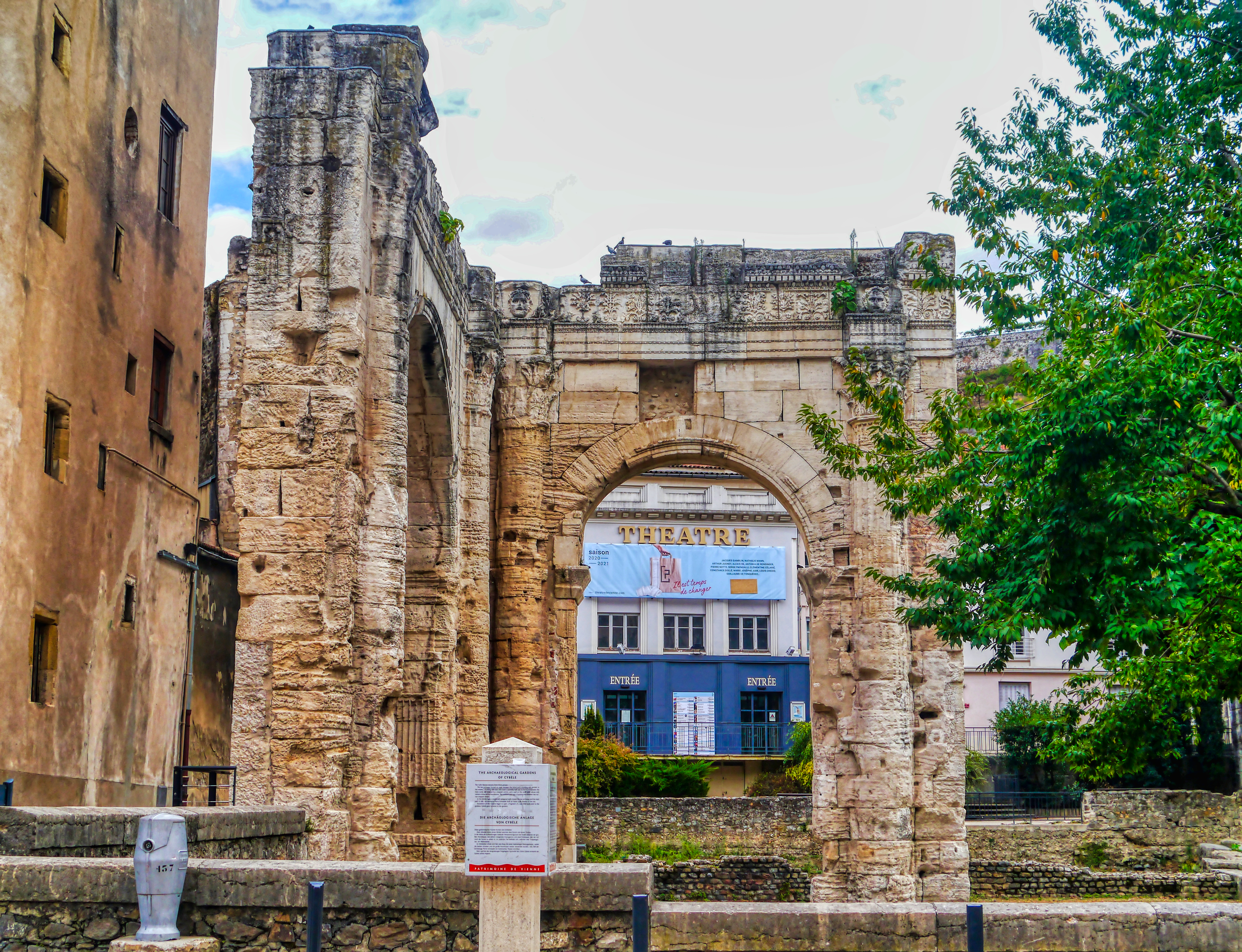
Portique du forum.
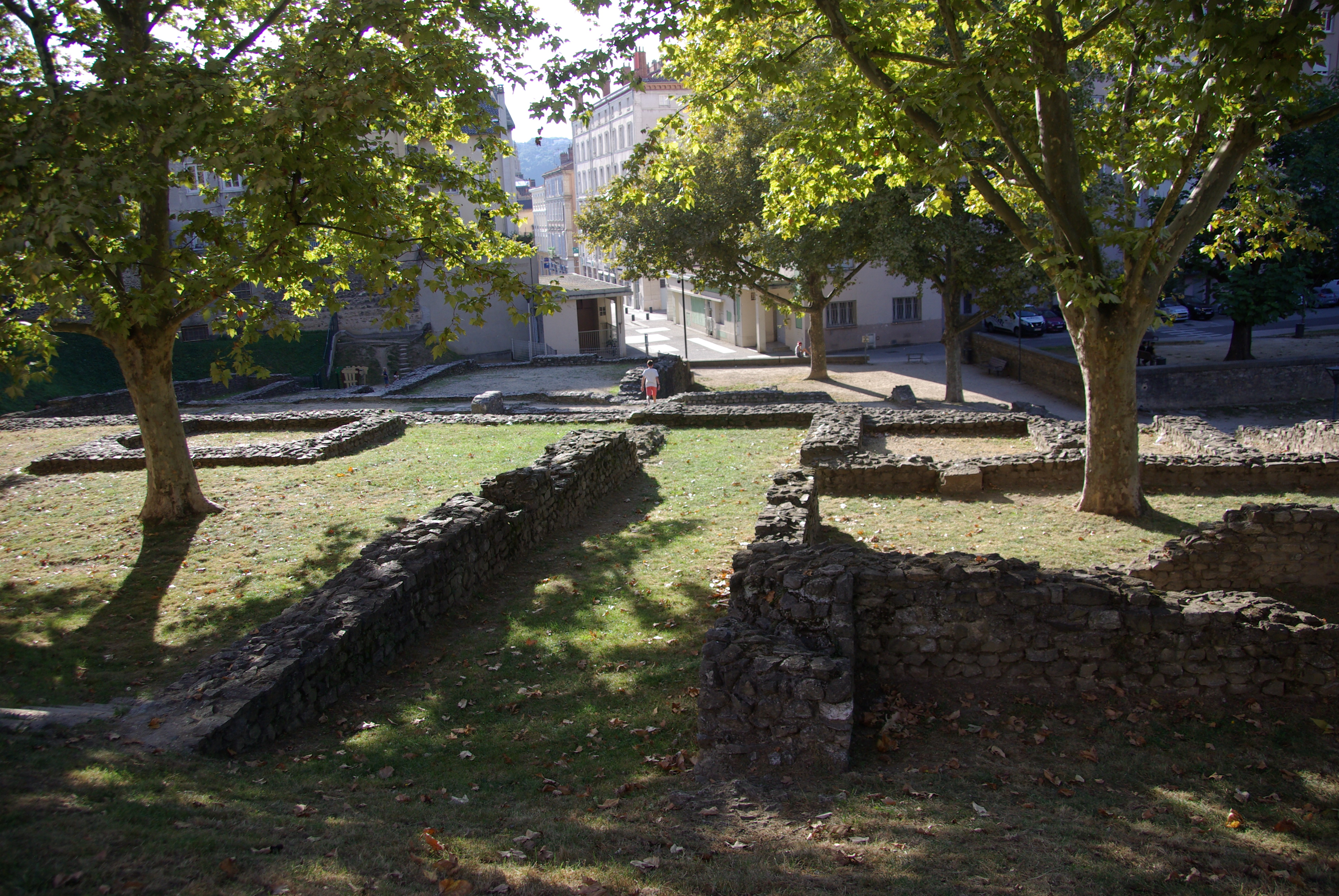
Vestiges du quartier d'habitation.

## Emplacement
Divers éléments sont inscrits au titre des monuments historiques en 2012, d'autres sont classés en 2013 (Parcelle du cadastre AZ52).
Au sud de la place d'accès au forum, un bâtiment de 48x38 m présente son mur nord encore en élévation, en grand appareil calcaire, à décrochements réguliers, surmonté d'une corniche externe.
Les premières assises du mur sud sont conservées. Les gradins (1/5 de cercle) inscrits entre ces deux murs ont fait interpréter cette structure soit comme une théâtre des mystères de Cybèle et Attis, soit comme un auditorium (pour l'assemblée de la ville?).
La construction a été datée du début du Ier siècle. Ce mur nord a été utilisé comme rempart lors de la construction de la maison-forte des Canaux contre laquelle s'appuyait l'enceinte médiévale.

## Avant le jardin
Sur une grande partie il y avait l'Hôpital de Vienne détruit lors de la mise en service de l'actuel hôpital du Mont-Salomon